# Tephrosia griseola
Tephrosia griseola är en ärtväxtart som beskrevs av H.M.L.Forbes. Tephrosia griseola ingår i släktet Tephrosia och familjen ärtväxter. Inga underarter finns listade i Catalogue of Life.